# Überlagerung (Topologie)
Die Überlagerung eines topologischen Raums {\displaystyle X} ist eine stetige Abbildung {\displaystyle \pi \colon E\rightarrow X} mit speziellen Eigenschaften.

## Definition

Anschaulich kann man sich eine Überlagerung so vorstellen, dass man den Überlagerungsraum auf dem Ausgangsraum drauflegt.

Sei {\displaystyle X} ein topologischer Raum. Eine Überlagerung von {\displaystyle X} ist eine stetige surjektive Abbildung
{\displaystyle \pi \colon E\rightarrow X},
sodass es einen diskreten Raum {\displaystyle D} gibt und für jedes {\displaystyle x\in X} eine offene Umgebung {\displaystyle U\subset X} gibt, sodass
{\displaystyle \pi ^{-1}(U)=\displaystyle \bigsqcup _{d\in D}V_{d}}
und die Abbildung {\displaystyle \pi |_{V_{d}}\colon V_{d}\rightarrow U} für jedes {\displaystyle d\in D} ein Homöomorphismus ist.
Oft wird der Begriff der Überlagerung auch für den Überlagerungsraum {\displaystyle E} benutzt. Die offenen Mengen {\displaystyle V_{d}} werden Blätter genannt und sind, vorausgesetzt die offene Umgebung {\displaystyle U} ist zusammenhängend, eindeutig durch {\displaystyle U} bestimmt. {\displaystyle ^{S.56}} Für ein {\displaystyle x\in U} heißt die diskrete Teilmenge {\displaystyle \pi ^{-1}(x)} die Faser von {\displaystyle x}. Der Grad der Überlagerung ist die Kardinalität des Raumes {\displaystyle D}. Im Falle eines endlichen Grades spricht man von einer endlichen Überlagerung. Ist {\displaystyle E} wegzusammenhängend, so wird {\displaystyle \pi } als wegzusammenhängende Überlagerung bezeichnet.

## Beispiele
- Für jeden topologischen Raum {\displaystyle X} existiert die triviale Überlagerung {\displaystyle \pi \colon X\rightarrow X} mit {\displaystyle \pi (x)=x}.

Der Raum ist eine Überlagerung von, die paarweise disjunkten Mengen werden homöomorph auf abgebildet. Die Faser des Punktes besteht aus den Punkten.

- Die Abbildung {\displaystyle r\colon \mathbb {R} \to S^{1}} mit {\displaystyle r(t)=(\cos(2\pi t),\sin(2\pi t))} ist eine (nicht triviale) Überlagerung des Einheitskreises {\displaystyle S^{1}} in {\displaystyle \mathbb {R} ^{2}}. Hierbei gilt beispielsweise für eine offene Umgebung {\displaystyle U} eines {\displaystyle x\in S^{1}} mit positivem {\displaystyle \cos(2\pi t)}-Wert: {\displaystyle r^{-1}(U)\subset \displaystyle \bigsqcup _{n\in \mathbb {Z} }(n-{\tfrac {1}{4}},n+{\tfrac {1}{4}})}.

- Für jedes {\displaystyle n\in \mathbb {N} } ist die Abbildung {\displaystyle q\colon S^{1}\to S^{1}} mit {\displaystyle q(z)=z^{n}} eine weitere Überlagerung des Einheitskreises. Für eine offene Umgebung {\displaystyle U} eines {\displaystyle z\in S^{1}} gilt: {\displaystyle q^{-1}(U)=\displaystyle \bigsqcup _{i=1}^{n}U}.

- Ein Gegenbeispiel, welches zwar ein lokaler Homöomorphismus aber keine Überlagerung des Einheitskreises ist, ist die Abbildung {\displaystyle p\colon \mathbb {R_{+}} \to S^{1}} mit {\displaystyle p(t)=(\cos(2\pi t),\sin(2\pi t))}. Hierbei wird ein Blatt von {\displaystyle p^{-1}(U)}, wobei {\displaystyle U} eine offene Umgebung von {\displaystyle (1,0)} ist, nicht homöomorph unter {\displaystyle p} auf {\displaystyle U} abgebildet.

## Eigenschaften

### Lokaler Homöomorphismus
Da eine Überlagerung {\displaystyle \pi \colon E\rightarrow X} die paarweise disjunkten, offenen Mengen von {\displaystyle \pi ^{-1}(U)} jeweils homöomorph auf die offene Menge {\displaystyle U} abbildet, ist sie ein lokaler Homöomorphismus, i.e. {\displaystyle \pi } ist eine stetige Abbildung, sodass für jedes {\displaystyle e\in E} eine offene Umgebung {\displaystyle V\subset E} existiert, sodass {\displaystyle \pi |_{V}\colon V\rightarrow \pi (V)} ein Homöomorphismus ist. Daraus folgt, dass der Überlagerungsraum und der Ausgangsraum lokal die gleichen Eigenschaften haben:
- Ist {\displaystyle X} eine zusammenhängende und nicht-orientierbare Mannigfaltigkeit, dann gibt es eine zusammenhängende Überlagerung {\displaystyle \pi \colon {\tilde {X}}\rightarrow X}, wobei {\displaystyle {\tilde {X}}} eine zusammenhängende und orientierbare Mannigfaltigkeit ist.[1] {\displaystyle ^{S.234}}
- Ist {\displaystyle X} eine zusammenhängende Lie-Gruppe, so gibt es einen Lie-Gruppen-Homomorphismus {\displaystyle \pi \colon {\tilde {X}}\rightarrow X}, mit {\displaystyle {\tilde {X}}:=\{\gamma :\gamma {\text{ ist ein Weg in X mit }}\gamma (0)={\boldsymbol {1_{X}}}\}/{\text{ Homotopie mit festen Enden}}}, der gleichzeitig eine Überlagerung ist.[2] {\displaystyle ^{S.174}}
- Ist {\displaystyle X} ein Graph, dann gilt für eine Überlagerung {\displaystyle \pi :E\rightarrow X}, dass {\displaystyle E} auch ein Graph ist.[1] {\displaystyle ^{S.85}}
- Ist {\displaystyle X} eine zusammenhängende Mannigfaltigkeit, dann gibt es eine Überlagerung {\displaystyle \pi \colon {\tilde {X}}\rightarrow X}, wobei {\displaystyle {\tilde {X}}} eine zusammenhängende und einfach-zusammenhängende Mannigfaltigkeit ist.[3] {\displaystyle ^{S.32}}
- Ist {\displaystyle X} eine zusammenhängende Riemannsche Fläche, dann gibt es eine holomorphe Abbildung[3] {\displaystyle ^{S.22}} {\displaystyle \pi :{\tilde {X}}\rightarrow X}, welche gleichzeitig eine Überlagerung ist und {\displaystyle {\tilde {X}}} ist eine zusammenhängende und einfach-zusammenhängende Riemannsche Fläche.[3] {\displaystyle ^{S.32}}

### Produkt von Überlagerungen
Seien {\displaystyle X} und {\displaystyle X'} topologische Räume und {\displaystyle p\colon E\rightarrow X} und {\displaystyle p'\colon E'\rightarrow X'} Überlagerungen, dann ist {\displaystyle p\times p':E\times E'\rightarrow X\times X'} mit {\displaystyle (p\times p')(e,e')=(p(e),p'(e'))} eine Überlagerung von {\displaystyle X\times X'}.

### Faktorisierung
Seien {\displaystyle p,q} und {\displaystyle r} stetige Abbildung, sodass das Diagram
kommutiert.
- Sind {\displaystyle p} und {\displaystyle q} Überlagerung, so auch {\displaystyle r}.[5]
- Sind {\displaystyle p} und {\displaystyle r} Überlagerung, so auch {\displaystyle q}.[5]

### Äquivalenz von Überlagerungen
Sei {\displaystyle X} ein topologischer Raum und {\displaystyle p\colon E\rightarrow X} und {\displaystyle p'\colon E'\rightarrow X} Überlagerungen. Die Überlagerungen sind zueinander äquivalent, wenn es einen Homöomorphismus {\displaystyle h\colon E\rightarrow E'} gibt, sodass das Diagramm
kommutiert. Solch ein Homöomorphismus wird auch als ein Isomorphismus zwischen Überlagerungsräumen bezeichnet.

### Hochhebungseigenschaft
Eine wichtige Eigenschaft der Überlagerung ist, dass sie die Hochhebungseigenschaft erfüllt:
Sei {\displaystyle I} das Einheitsintervall {\displaystyle [0,1]} und {\displaystyle p\colon E\rightarrow X} eine zusammenhängende Überlagerung. Sei {\displaystyle F\colon Y\times I\rightarrow X} eine stetige Abbildung und {\displaystyle {\tilde {F}}\colon Y\times \{0\}\rightarrow E} ein Lift von {\displaystyle F|_{Y\times \{0\}}}, i.e. eine stetige Abbildung, sodass {\displaystyle p\circ {\tilde {F}}=F|_{Y\times \{0\}}}, dann gibt es eine eindeutig definierte, stetige Abbildung {\displaystyle {\tilde {F}}\colon Y\times I\rightarrow E}, welche {\displaystyle F} hochhebt (liftet), i. e. {\displaystyle p\circ {\tilde {F}}=F}. {\displaystyle ^{S.60}}
Ist {\displaystyle X} ein wegzusammenhängender Raum, so ist für {\displaystyle Y=\{0\}} die Abbildung {\displaystyle {\tilde {F}}} die Hochhebung eines Weges in {\displaystyle X} und für {\displaystyle Y=I} die Hochhebung einer Homotopie von Wegen in {\displaystyle X}.
Mithilfe der Hochhebungseigenschaft lässt sich beispielsweise zeigen, dass die Fundamentalgruppe {\displaystyle \pi _{1}(S^{1})} des Einheitskreises eine unendliche, zyklische Gruppe ist, welche von der Homotopieklasse der Schleife {\displaystyle \gamma \colon I\rightarrow S^{1}} mit {\displaystyle \gamma (t)=(\cos(2\pi t),\sin(2\pi t))} erzeugt wird. {\displaystyle ^{S.29}}
Ist {\displaystyle X} ein wegzusammenhängender Raum und {\displaystyle p\colon E\rightarrow X} eine zusammenhängende Überlagerung, so gilt für je zwei Punkte {\displaystyle x,y\in X}, die durch einen Weg {\displaystyle \gamma } verbunden sind, dass man durch die Hochhebung {\displaystyle {\tilde {\gamma }}} von {\displaystyle \gamma } eine bijektive Abbildung
{\displaystyle L_{\gamma }\colon p^{-1}(x)\rightarrow p^{-1}(y)}, {\displaystyle \quad L_{\gamma }({\tilde {\gamma }}(0))={\tilde {\gamma }}(1)}
zwischen den Fasern von {\displaystyle x} und {\displaystyle y} erhält. {\displaystyle ^{S.69}}
Ist {\displaystyle X} ein wegzusammenhängender Raum und {\displaystyle p\colon E\rightarrow X} eine zusammenhängende Überlagerung, dann ist der durch {\displaystyle p} induzierte Gruppenhomomorphismus
{\displaystyle p_{\#}\colon \pi _{1}(E)\rightarrow \pi _{1}(X)} mit {\displaystyle p_{\#}([\gamma ])=[p\circ \gamma ]}
injektiv. Die Elemente der Untergruppe {\displaystyle p_{\#}(\pi _{1}(E))} sind die Homotopieklassen der geschlossenen Wegen in {\displaystyle X}, deren Hochhebung geschlossene Wege in {\displaystyle E} sind. {\displaystyle ^{S.61}}

## Verzweigte Überlagerung

### Definitionen

#### Holomorphe Abbildungen zwischen Riemannschen Flächen
Seien {\displaystyle X} und {\displaystyle Y} Riemannsche Flächen, i.e. ein-dimensionale, komplexe Mannigfaltigkeiten und {\displaystyle f\colon X\rightarrow Y} eine stetige Abbildung. Die Abbildung {\displaystyle f} ist holomorph in einem Punkt {\displaystyle x\in X}, wenn für jede Karte {\displaystyle \phi _{x}:U_{1}\rightarrow V_{1}} von {\displaystyle x} und {\displaystyle \phi _{f(x)}\colon U_{2}\rightarrow V_{2}} von {\displaystyle f(x)}, mit {\displaystyle \phi _{x}(U_{1})\subset U_{2}}, die Abbildung {\displaystyle \phi _{f(x)}\circ f\circ \phi _{x}^{-1}:\mathbb {C} \rightarrow \mathbb {C} } holomorph ist.
{\displaystyle f} ist holomorph, wenn {\displaystyle f} auf ganz {\displaystyle X} holomorph ist.
Die Funktion {\displaystyle F=\phi _{f(x)}\circ f\circ \phi _{x}^{-1}} heißt die lokale Darstellung von {\displaystyle f} in {\displaystyle x\in X}.
Ist {\displaystyle f\colon X\rightarrow Y} eine nicht-konstante, holomorphe Abbildung zwischen kompakten Riemannschen Flächen, dann ist {\displaystyle f} surjektiv {\displaystyle ^{S.11}} und eine offene Abbildung {\displaystyle ^{S.11}}, d. h. für jede offene Menge {\displaystyle U\subset X} ist das Bild {\displaystyle f(U)} ebenfalls offen.

#### Verzweigungspunkt
Sei {\displaystyle f\colon X\rightarrow Y} eine nicht-konstante, holomorphe Abbildung zwischen Riemannschen Flächen. Für jedes {\displaystyle x\in X} gibt es Karten für {\displaystyle x} und {\displaystyle f(x)} und es existiert ein {\displaystyle k_{x}\in \mathbb {N_{>0}} }, sodass die lokale Darstellung von {\displaystyle f} in {\displaystyle x} von der Form {\displaystyle z\mapsto z^{k_{x}}} ist. {\displaystyle ^{S.10}} Dieses {\displaystyle k_{x}\in \mathbb {N} } wird als Verzweigungsindex von {\displaystyle f} in {\displaystyle x} bezeichnet. Ein Punkt {\displaystyle y=f(x)\in Y} heißt Verzweigungspunkt von {\displaystyle f}, wenn {\displaystyle k_{x}\geq 2}.

#### Grad einer holomorphen Abbildung
Der Grad {\displaystyle deg(f)} einer nicht-konstante, holomorphe Abbildung {\displaystyle f\colon X\rightarrow Y} zwischen kompakten Riemannschen Flächen ist die Kardinalität der Faser eines nicht-Verzweigungspunktes {\displaystyle y\in Y}, i. e. {\displaystyle deg(f):=|f^{-1}(y)|}.
Diese Zahl ist endlich, da für jedes {\displaystyle y\in Y} die Faser {\displaystyle f^{-1}(y)} diskret ist {\displaystyle ^{S.20}} und sie ist wohldefiniert, da für je zwei {\displaystyle y_{1},y_{2}\in Y}, welche keine Verzweigungspunkte sind, gilt: {\displaystyle |f^{-1}(y_{1})|=|f^{-1}(y_{2})|}. {\displaystyle ^{S.29}}
Für {\displaystyle deg(f)=d} gilt:
{\displaystyle \sum _{x\in f^{-1}(y)}k_{x}=d}  {\displaystyle ^{S.29}}

### Verzweigte Überlagerung

#### Definition
Eine stetige Abbildung {\displaystyle f\colon X\rightarrow Y} wird verzweigte Überlagerung genannt, wenn es eine abgeschlossene Menge {\displaystyle E\subset Y} mit dichtem Komplement gibt, sodass {\displaystyle f_{|X\smallsetminus f^{-1}(E)}\colon X\smallsetminus f^{-1}(E)\rightarrow Y\smallsetminus E} eine Überlagerung ist.

#### Beispiele
- Sei {\displaystyle n\in \mathbb {N} } und {\displaystyle n\geq 2}, dann ist {\displaystyle f\colon \mathbb {C} \rightarrow \mathbb {C} } mit {\displaystyle f(z)=z^{n}} ist eine {\displaystyle n}-fache verzweigte Überlagerung von {\displaystyle \mathbb {C} }, wobei {\displaystyle z=0} ein Verzweigungspunkt ist.
- Jede nicht-konstante, holomorphe Abbildung {\displaystyle f\colon X\rightarrow Y} zwischen kompakten Riemannschen Flächen vom Grad {\displaystyle d} ist eine verzweigte {\displaystyle d}-fache Überlagerung.

## Universelle Überlagerung
Sei {\displaystyle p\colon {\tilde {X}}\rightarrow X} eine einfach-zusammenhängende Überlagerung und {\displaystyle \beta \colon E\rightarrow X} eine Überlagerung, dann existiert eine eindeutig definierte Überlagerung {\displaystyle \alpha \colon {\tilde {X}}\rightarrow E}, sodass das Diagramm
kommutiert.

### Definition
Sei {\displaystyle p\colon {\tilde {X}}\rightarrow X} eine einfach-zusammenhängende Überlagerung. Ist {\displaystyle \beta \colon E\rightarrow X} eine weitere einfach-zusammenhängende Überlagerung von {\displaystyle X}, dann existiert ein eindeutig definierter Homöomorphismus {\displaystyle \alpha \colon {\tilde {X}}\rightarrow E}, der das Diagramm
kommutieren lässt. Damit ist {\displaystyle p} bis auf Isomorphismen zwischen Überlagerungsräumen eindeutig bestimmt und wird aufgrund dieser universellen Eigenschaft die universelle Überlagerung von {\displaystyle X} genannt.

### Existenz
Die folgenden Kriterien garantieren die Existenz der universellen Überlagerung, da diese nicht für alle topologischen Räume existiert:
Sei {\displaystyle X} zusammenhängend und lokal einfach-zusammenhängend, dann gibt es eine universelle Überlagerung {\displaystyle p\colon {\tilde {X}}\rightarrow X}.
{\displaystyle {\tilde {X}}} ist definiert als {\displaystyle {\tilde {X}}:=\{\gamma :\gamma {\text{ ist ein Weg in }}X{\text{ mit }}\gamma (0)=x_{0}\}/{\text{ Homotopie mit festen Enden}}} und {\displaystyle p\colon {\tilde {X}}\rightarrow X} als {\displaystyle p([\gamma ])=\gamma (1)}. {\displaystyle ^{S.64}}
Die Topologie auf {\displaystyle {\tilde {X}}} erhält man wie folgt: Für ein Weg {\displaystyle \gamma \colon I\rightarrow X} mit {\displaystyle \gamma (0)=x_{0}} besitzt der Endpunkt {\displaystyle x} eine einfach-zusammenhängende Umgebung {\displaystyle U}, in der für jedes {\displaystyle y\in U} die Wege {\displaystyle \sigma _{y}} in {\displaystyle U} von {\displaystyle x} nach {\displaystyle y} bis auf Homotopie eindeutig definiert sind. Setzt man {\displaystyle {\tilde {U}}:=\{\gamma .\sigma _{y}:y\in U\}/{\text{ Homotopie mit festen Enden}}}, so ist {\displaystyle p_{|{\tilde {U}}}\colon {\tilde {U}}\rightarrow U} mit {\displaystyle p([\gamma .\sigma _{y}])=\gamma .\sigma _{y}(1)=y} eine Bijektion und {\displaystyle {\tilde {U}}} kann mit der Finaltopologie von {\displaystyle p_{|{\tilde {U}}}} versehen werden.
Die Fundamentalgruppe {\displaystyle \pi _{1}(X,x_{0})=\Gamma } operiert durch {\displaystyle ([\gamma ],[{\tilde {x}}])\mapsto [\gamma .{\tilde {x}}]} frei auf {\displaystyle {\tilde {X}}} und {\displaystyle \psi \colon \Gamma \backslash {\tilde {X}}\rightarrow X\colon \Gamma {\tilde {x}}\mapsto {\tilde {x}}(1)} ist ein Homöomorphismus, i. e. {\displaystyle \Gamma \backslash {\tilde {X}}\cong X.}

### Beispiele
- {\displaystyle r\colon \mathbb {R} \to S^{1}} mit {\displaystyle r(t)=(\cos(2\pi t),\sin(2\pi t))} ist die universelle Überlagerung der {\displaystyle S^{1}}.
- Sei {\displaystyle n\in \mathbb {N} }. Die Abbildung {\displaystyle p\colon S^{n}\to \mathbb {R} P^{n}\cong \{+1,-1\}\backslash S^{n}} mit {\displaystyle p(x)=[x]} ist für {\displaystyle n>1} die universelle Überlagerung des projektiven Raumes {\displaystyle \mathbb {R} P^{n}} .
- {\displaystyle q\colon SU(n)\ltimes \mathbb {R} \to U(n)} mit {\displaystyle q(A,t)={\begin{bmatrix}\exp(2\pi it)&0\\0&I_{n-1}\end{bmatrix}}A} ist die universelle Überlagerung der unitären Gruppe {\displaystyle U(n)}.[8]
- Weil {\displaystyle SU(2)\cong S^{3}}, ist die Abbildung {\displaystyle f\colon SU(2)\rightarrow \mathbb {Z_{2}} \backslash SU(2)\cong SO(3)} die universelle Überlagerung der {\displaystyle SO(3)}.
- Ein Raum, welcher keine universelle Überlagerung besitzt, ist der sogenannte Hawaiischer Ohrring

{\displaystyle X=\bigcup _{n\in \mathbb {N} }\left\{(x_{1},x_{2})\in \mathbb {R} ^{2}:{\Bigl (}x_{1}-{\frac {1}{n}}{\Bigr )}^{2}+x_{2}^{2}={\frac {1}{n^{2}}}\right\}}. Hierbei handelt es sich um eine abzählbare Vereinigung von Kreisen {\displaystyle C_{n}} mit Radius {\displaystyle \displaystyle {\frac {1}{n}}}, welche alle durch den Ursprung gehen. Es lässt sich zeigen, dass keine Umgebung des Ursprungs einfach-zusammenhängend ist.

## Decktransformation

### Definition
Sei {\displaystyle X} ein topologischer Raum und {\displaystyle p\colon E\rightarrow X} eine Überlagerung. Eine Decktransformation ist ein Homöomorphismus {\displaystyle d\colon E\rightarrow E}, sodass das Diagramm
kommutiert. Die Menge der Decktransformation bildet mit der Komposition von Abbildungen eine Gruppe {\displaystyle Deck(p)}, welche gleich der Automorphismengruppe {\displaystyle Aut(p)} ist.

### Beispiele
- Sei {\displaystyle n\in \mathbb {N} } und {\displaystyle q\colon S^{1}\to S^{1}} die Überlagerung {\displaystyle q(z)=z^{n}}, dann ist die Abbildung {\displaystyle d\colon S^{1}\rightarrow S^{1}:z\mapsto z\,e^{2\pi i/n}} eine Decktransformation und {\displaystyle Deck(q)\cong \mathbb {Z/nZ} }.

- Sei {\displaystyle r\colon \mathbb {R} \to S^{1}} die Überlagerung {\displaystyle r(t)=(\cos(2\pi t),\sin(2\pi t))}, dann ist die Abbildung {\displaystyle d_{k}\colon \mathbb {R} \rightarrow \mathbb {R} :t\mapsto t+k} mit {\displaystyle k\in \mathbb {Z} } eine Decktransformation und {\displaystyle Deck(r)\cong \mathbb {Z} }.

### Eigenschaften
Sei {\displaystyle X} ein wegzusammenhängender Raum und {\displaystyle p\colon E\rightarrow X} eine zusammenhängende Überlagerung. Da eine Decktransformation {\displaystyle d\colon E\rightarrow E} bijektiv ist, wird jedes Element einer Faser {\displaystyle p^{-1}(x)} permutiert und die Abbildung ist dadurch eindeutig definiert, wie sie einen einzelnen Punkt aus der Faser abbildet. Insbesondere fixiert nur die triviale Decktransformation, i.e. {\displaystyle id_{E}}, einen Punkt in der Faser. {\displaystyle ^{S.70}} Damit definiert die Gruppe der Decktransformationen eine Gruppenoperation auf jeder Faser, u.z. für eine offene Umgebung {\displaystyle U\subset X} eines {\displaystyle x\in X} und eine offene Umgebung {\displaystyle {\tilde {U}}\subset E} eines {\displaystyle e\in p^{-1}(x)} gilt: {\displaystyle Deck(p)\times E\rightarrow E:(d,{\tilde {U}})\mapsto d({\tilde {U}})} ist eine Gruppenoperation.

### Normale Überlagerungen

#### Definition
Eine Überlagerung {\displaystyle p\colon E\rightarrow X} heißt normal, wenn {\displaystyle Deck(p)\backslash E\cong X}. Das bedeutet, dass es für jedes {\displaystyle x\in X} und für je zwei {\displaystyle e_{0},e_{1}\in p^{-1}(x)} eine Decktransformation {\displaystyle d\colon E\rightarrow E} gibt, sodass {\displaystyle d(e_{0})=e_{1}}. Diese Überlagerungen werden auch regulär genannt.

#### Eigenschaften
Sei {\displaystyle X} ein wegzusammenhängender Raum und {\displaystyle p\colon E\rightarrow X} eine zusammenhängende Überlagerung. Sei {\displaystyle H=p_{\#}(\pi _{1}(E))} eine Untergruppe von {\displaystyle \pi _{1}(X)}, dann ist die Überlagerung {\displaystyle p} genau dann normal, wenn {\displaystyle H} eine normale Untergruppe von {\displaystyle \pi _{1}(X)} ist. {\displaystyle ^{S.71}}
Sei {\displaystyle p\colon E\rightarrow X} eine normale Überlagerung und {\displaystyle H=p_{\#}(\pi _{1}(E))}, dann ist {\displaystyle Deck(p)\cong \pi _{1}(X)/H}. {\displaystyle ^{S.71}}
Sei {\displaystyle p\colon E\rightarrow X} eine wegzusammenhängende Überlagerung und {\displaystyle H=p_{\#}(\pi _{1}(E))}, dann ist {\displaystyle Deck(p)} {\displaystyle \cong } {\displaystyle N(H)/H}, wobei {\displaystyle N(H)} der Normalisator von {\displaystyle H} ist. {\displaystyle ^{S.71}}
Sei {\displaystyle E} ein topologischer Raum. Eine Gruppe {\displaystyle \Gamma } operiert diskontinuierlich auf {\displaystyle E}, wenn für jedes {\displaystyle e\in E} und jede offene Umgebung {\displaystyle V\subset E} von {\displaystyle e} mit {\displaystyle V\neq \emptyset } gilt, dass für jedes {\displaystyle \gamma \in \Gamma } mit {\displaystyle \gamma V\cap V\neq \emptyset } folgt, dass {\displaystyle \gamma =1}.
Operiert nun eine Gruppe {\displaystyle \Gamma } diskontinuierlich auf einem topologischen Raum {\displaystyle E}, so ist die Quotientenabbildung {\displaystyle q\colon E\rightarrow \Gamma \backslash E} mit {\displaystyle q(e)=\Gamma e} eine normale Überlagerung. {\displaystyle ^{S.72}} Dabei ist {\displaystyle \Gamma \backslash E=\{\Gamma e:e\in E\}} der Quotientenraum und {\displaystyle \Gamma e=\{\gamma (e):\gamma \in \Gamma \}} die Bahn der Gruppenoperation.

#### Beispiele
- Die Überlagerung {\displaystyle q\colon S^{1}\to S^{1}} mit {\displaystyle q(z)=z^{n}} ist eine normale Überlagerung für alle {\displaystyle n\in \mathbb {N} }.
- Jede einfach-zusammenhängende Überlagerung ist eine normale Überlagerung.

### Berechnung von Decktransformationsgruppen
Sei {\displaystyle \Gamma } eine Gruppe, die diskontinuierlich auf einem topologischen Raum {\displaystyle E} operiert und {\displaystyle q\colon E\rightarrow \Gamma \backslash E} die normale Überlagerung.
- Ist {\displaystyle E} wegzusammenhängend, so gilt {\displaystyle Deck(q)\cong \Gamma }.[1] {\displaystyle ^{S.72}}
- Ist {\displaystyle E} einfach-zusammenhängend, so gilt {\displaystyle Deck(q)\cong \pi _{1}(X)}.[1] {\displaystyle ^{S.71}}

#### Beispiele
- Sei {\displaystyle n\in \mathbb {N} }. Die antipodale Abbildung {\displaystyle g\colon S^{n}\rightarrow S^{n},g(x)=-x} generiert zusammen mit der Komposition von Abbildungen eine Gruppe {\displaystyle D(g)\cong \mathbb {Z/2Z} } und induziert eine diskontinuierliche Operation {\displaystyle D(g)\times S^{n}\rightarrow S^{n},(g,x)\mapsto g(x)}. Hierbei gilt für den Quotientenraum {\displaystyle \mathbb {Z_{2}} \backslash S^{n}\cong \mathbb {R} P^{n}}. Damit ist {\displaystyle q\colon S^{n}\rightarrow \mathbb {Z_{2}} \backslash S^{n}\cong \mathbb {R} P^{n}} eine normale Überlagerung und für {\displaystyle n>1} die universelle Überlagerung und damit {\displaystyle Deck(q)\cong \mathbb {Z/2Z} \cong \pi _{1}({\mathbb {R} P^{n}})} für {\displaystyle n>1}.
- Sei {\displaystyle SO(3)} die spezielle orthogonale Gruppe, dann ist die Abbildung {\displaystyle f\colon SU(2)\rightarrow SO(3)\cong \mathbb {Z_{2}} \backslash SU(2)} eine normale Überlagerung und weil {\displaystyle SU(2)\cong S^{3}} ist sie die universelle Überlagerung der {\displaystyle SO(3)}, weshalb gilt: {\displaystyle Deck(f)\cong \mathbb {Z/2Z} \cong \pi _{1}(SO(3))}.
- Durch die diskontinuierliche Operation {\displaystyle (z_{1},z_{2})*(x,y)=(z_{1}+(-1)^{z_{2}}x,z_{2}+y)} von {\displaystyle \mathbb {Z^{2}} } auf {\displaystyle \mathbb {R^{2}} }, wobei ist {\displaystyle (\mathbb {Z^{2}} ,*)} das semidirekte Produkt {\displaystyle \mathbb {Z} \rtimes \mathbb {Z} } ist, erhält man die universelle Überlagerung {\displaystyle f\colon \mathbb {R^{2}} \rightarrow (\mathbb {Z} \rtimes \mathbb {Z} )\backslash \mathbb {R^{2}} \cong K} der Kleinschen Flasche {\displaystyle K} und damit {\displaystyle Deck(f)\cong \mathbb {Z} \rtimes \mathbb {Z} \cong \pi _{1}(K)}.
- Sei der Torus {\displaystyle T=S^{1}\times S^{1}} eingebettet in {\displaystyle \mathbb {C^{2}} }. Dann erhält man eine durch den Homöomorphismus {\displaystyle \alpha \colon T\rightarrow T:(e^{ix},e^{iy})\mapsto (e^{i(x+\pi )},e^{-iy})} induzierte diskontinuierliche Gruppenoperation {\displaystyle G_{\alpha }\times T\rightarrow T}, wobei {\displaystyle G_{\alpha }\cong \mathbb {Z/2Z} }. Damit folgt, dass die Abbildung {\displaystyle f\colon T\rightarrow G_{\alpha }\backslash T\cong K} eine normale Überlagerung der Kleinschen Flasche {\displaystyle K} ist und damit {\displaystyle Deck(f)\cong \mathbb {Z/2Z} }.
- Sei {\displaystyle S^{3}} in {\displaystyle \mathbb {C^{2}} } eingebettet. Da die Operation {\displaystyle S^{3}\times \mathbb {Z/pZ} \rightarrow S^{3}:((z_{1},z_{2}),[k])\mapsto (e^{2\pi ik/p}z_{1},e^{2\pi ikq/p}z_{2})} diskontinuierlich ist, wobei {\displaystyle p,q\in \mathbb {N} } teilerfremd sind, ist die Abbildung {\displaystyle f\colon S^{3}\rightarrow \mathbb {Z_{p}} \backslash S^{3}=:L_{p,q}} eine normale Überlagerung des Linsenraumes und damit {\displaystyle Deck(f)\cong \mathbb {Z/pZ} \cong \pi _{1}(L_{p,q})}.

## Galois-Korrespondenz
Sei {\displaystyle X} ein zusammenhängender und lokal einfach-zusammenhängender Raum, dann gibt es für jede Untergruppe {\displaystyle H\subseteq \pi _{1}(X)} eine wegzusammenhängende Überlagerung {\displaystyle \alpha \colon X_{H}\rightarrow X} mit {\displaystyle \alpha _{\#}(\pi _{1}(X_{H}))=H}. {\displaystyle ^{S.66}} Zwei solche wegzusammenhängenden Überlagerungen {\displaystyle p_{1}\colon E\rightarrow X} und {\displaystyle p_{2}\colon E'\rightarrow X} sind genau dann äquivalent, wenn die Untergruppen {\displaystyle H=p_{1\#}(\pi _{1}(E))} und {\displaystyle H'=p_{2\#}(\pi _{1}(E'))} von {\displaystyle \pi _{1}(X)} konjugiert zueinander sind.
Ähnlich wie beim Hauptsatz der Galoistheorie gibt es auch hier einen Zusammenhang zwischen den Untergruppen der Fundamentalgruppe und Überlagerungen des Raumes, u. z.:
Sei {\displaystyle X} ein zusammenhängender und lokal einfach-zusammenhängender Raum, dann gibt es, bis auf Äquivalenz von Überlagerungen, die Bijektion:
{\displaystyle {\begin{matrix}\qquad \displaystyle \{{\text{Untergruppen von }}\pi _{1}(X)\}&\longleftrightarrow &\displaystyle \{{\text{wegzusammenhaengende Überlagerung }}p\colon E\rightarrow X\}\\H&\longrightarrow &\alpha :X_{H}\rightarrow X\\p_{\#}(\pi _{1}(E))&\longleftarrow &p\\\displaystyle \{{\text{normale Untergruppen von }}\pi _{1}(X)\}&\longleftrightarrow &\displaystyle \{{\text{normale Überlagerung }}p\colon E\rightarrow X\}\\H&\longrightarrow &\alpha :X_{H}\rightarrow X\\p_{\#}(\pi _{1}(E))&\longleftarrow &p\end{matrix}}}
Für eine aufsteigende Sequenz {\displaystyle \displaystyle \{{\text{e}}\}\subset H\subset G\subset \pi _{1}(X)} von Untergruppen, ist die Sequenz {\displaystyle {\tilde {X}}\longrightarrow X_{H}\cong H\backslash {\tilde {X}}\longrightarrow X_{G}\cong G\backslash {\tilde {X}}\longrightarrow X\cong \pi _{1}(X)\backslash {\tilde {X}}}
eine Sequenz von Überlagerungen. Für eine Untergruppe {\displaystyle H\subset \pi _{1}(X)} vom Index {\displaystyle \displaystyle [\pi _{1}(X):H]=d} ist die Überlagerung {\displaystyle \alpha :X_{H}\rightarrow X} eine {\displaystyle d}-fache Überlagerung.

## Klassifikation

### Definitionen

#### Kategorie von Überlagerungen
Sei {\displaystyle X} ein topologischer Raum. Die Objekte der Kategorie {\displaystyle {\boldsymbol {Cov(X)}}} sind Überlagerungen {\displaystyle p\colon E\rightarrow X} und die Morphismen sind stetige Abbildungen {\displaystyle f\colon E\rightarrow F}, die das Diagramm 
 kommutieren lassen, wobei {\displaystyle p\colon E\rightarrow X} und {\displaystyle q\colon F\rightarrow X} Überlagerungen sind.

#### G-Menge
Sei {\displaystyle G} eine topologische Gruppe. Die Kategorie {\displaystyle {\boldsymbol {G-Menge}}} ist die Kategorie der Mengen welche G-Räume sind, i.e. die Objekte der Kategorie sind G-Räume. Die Morphismen der Kategorie sind G-Abbildung {\displaystyle \phi \colon X\rightarrow Y} zwischen G-Räumen. Diese erfüllen, für jedes {\displaystyle g\in G}, die Bedingung {\displaystyle \phi (gx)=g\,\phi (x)}.

### Äquivalenz dieser Kategorien
Sei {\displaystyle X} ein zusammenhängender und lokal einfach-zusammenhängender Raum, {\displaystyle x\in X} und {\displaystyle G=\pi _{1}(X,x)} die Fundamentalgruppe von {\displaystyle X}. {\displaystyle G} definiert durch die Hochhebung von Wegen und der Auswertung der Hochhebung am Endpunkt eine Gruppenoperation auf der Faser von Überlagerungen. Damit erhält man einen Funktor {\displaystyle F\colon Cov(X)\longrightarrow G-Menge:p\mapsto p^{-1}(x)}, der eine Äquivalenz von Kategorien ist. {\displaystyle ^{S.68-70}}